# Монфорте-да-Бейра
Монфорте-да-Бейра (порт. Monforte da Beira)  —  район (фрегезия) в Португалии,  входит в округ Каштелу-Бранку. Является составной частью муниципалитета  Каштелу-Бранку. По старому административному делению входил в провинцию Бейра-Байша. Входит в экономико-статистический  субрегион Бейра-Интериор-Сул, который входит в Центральный регион. Население составляет 506 человек на 2001 год. Занимает площадь 120,28 км².
Покровителем района считается Дева Мария (порт. Nossa Senhora da Ajuda). 